# Капитанов, Иван Трофимович
Иван Трофимович Капитанов (1912 — 02.02.1992) — командир орудийного расчёта батареи 45-мм пушек 1086-го стрелкового Краснознамённого полка (323-я стрелковая Брянская Краснознамённая ордена Суворова дивизия, 38-й стрелковый корпус, 33-я армия, 1-й Белорусский фронт), старший сержант, участник Великой Отечественной войны, кавалер ордена Славы трёх степеней.

## Биография
Родился в 1912 году в селе Творишино Суражского уезда Черниговской губернии, ныне в составе Гордеевского района Брянской области. Из семьи крестьянина. Русский.
Образование неполное среднее. Работал в колхозе. По некоторым данным, в 1930-х годах служил на срочной службе в РККА. В 1941-1943 годах пережил немецкую оккупацию в родных местах.
В Красную армию призван Гордеевским районным военкоматом Орловской области 2 октября 1943 года. В действующей армии на фронтах Великой Отечественной войны с ноября 1943 года. Весь боевой путь прошёл в составе батареи 45-мм пушек в 323-й стрелковой дивизии. Член ВКП(б)/КПСС с 1945 года.
Впервые отличился через несколько дней после прибытия на фронт. В ноябре 1943 года командир расчёта старший сержант Капитанов отлично вёл бой при форсировании реки Сож, одним из первых переправил свою 45-мм пушку на плацдарм, в бою подавил 2 огневые точки. В феврале 1944 года у села Красный октябрь Жлобинского района Гомельской области Белорусской ССР при отражении немецкого налёта на позицию артиллеристов уничтожил станковый пулемёт вместе с расчётом, вынудив оставшихся без огневой поддержки немцев к спешному отступлению. Также отличился при форсировании реки Друть и освобождении сёл Старая Рудня и Тавли. За эти бои награждён своей первой наградой – медалью «За отвагу».
Командир орудийного расчёта старший сержант Капитанов Иван Трофимович проявил героизм в Бобруйской фронтовой операции – составной части Белорусской стратегической наступательной операции. В бою за освобождение села Великое Лядо (Рогачёвский район, Гомельская область, Белорусская ССР) 25 июня 1944 года огнём с открытой позиции поддерживал наступавшие стрелковые части. Точными выстрелами в короткий срок ликвидировал 8 пулемётных точек противника и уничтожил 1 противотанковое орудие, чем обеспечил успешное продвижение пехотных подразделений. С первой же атаки село было полностью освобождено.
За образцовое выполнение боевых заданий командования на фронте борьбы с немецкими захватчиками и проявленные при этом доблесть и мужество приказом по 323-й стрелковой дивизии № 095/н от 24 августа 1944 года старший сержант Капитанов Иван Трофимович награждён орденом Славы 3-й степени.
Командир орудийного расчёта батареи 45-мм пушек 1086-го стрелкового полка старший сержант Капитанов Иван Трофимович вновь отличился через несколько дней в той же самой операции. С передовым отрядом стремительно наступавших войск 29 июня 1944 года вышел к реке Березина у населённого пункта Лешница (Березинский район Минской области Белорусской ССР), где противник спешно переправлял через реку свои отступавшие войска. Расчёт Ивана Капитанова немедленно открыл огонь по переправе, уничтожив 3 грузовые автомашины и 3 пулемётные точки, прикрывавшие подступы к переправе. Немецкая артиллерия открыла огонь по его орудию, от разрывов снарядов загорелся лес. Не растерявшись, вместе с расчётом под огнём окопал своё орудие, тем самым устранив угрозу от пламени, и продолжил вести огонь. В этот день расчёт истребил 15 немецких солдат. Представлен к награждению орденом Отечественной войны 2-й степени, но в штабе дивизии не произвели сверку наград и заменили награду на орден Славы 3-й степени второй раз.
За образцовое выполнение боевых заданий командования на фронте борьбы с немецкими захватчиками и проявленные при этом доблесть и мужество приказом по 323-й стрелковой дивизии № 098/н от 10 сентября 1944 года старший сержант Капитанов Иван Трофимович награждён орденом Славы 3-й степени. Указом Президента СССР от 19 декабря 1991 года перенаграждён орденом Славы 1-й степени, став полным кавалером ордена Славы.
Командир орудийного расчёта батареи 45-мм пушек старший сержант Капитанов Иван Трофимович отважно действовал в Висло-Одерской наступательной операции. При прорыве немецкой обороны на левом берегу Вислы в начале операции 14 января 1945 года поддерживал огнём прямой наводкой наступавшие стрелковые подразделения, огнём своего орудия уничтожил 2 крупнокалиберные зенитные установки, которые вели огонь по наступавшей пехоте. Когда открыл огонь гарнизон немецкого дзота, с расчётом подкатил орудие на близкую дистанцию и несколькими выстрелами разбил дзот, при этом было уничтожено 6 и захвачено в плен 8 немецких солдат. Способствовал успешному продвижению атакующей пехоты.
За образцовое выполнение боевых заданий Командования на фронте борьбы с немецкими захватчиками и проявленные при этом доблесть и мужество приказом войскам 33-й армии № 086/н от 14 апреля 1945 года старший сержант Капитанов Иван Трофимович награждён орденом Славы 2-й степени.
Весной 1945 года опытный фронтовик был назначен старшиной артиллерийской батареи и уже в этом качестве отличился в начале Берлинской операции, при прорыве мощнейшей многоэшелонированной немецкой обороны на Одере.
В 1945 году был демобилизован.
Жил и работал в городе Брянск. Умер 2 февраля 1992 года.

## Награды
- Орден Отечественной войны I степени (11.03.1985)[2]
- Орден Славы 1-й (19.12.1991)[2][3], 2-й (14.04.1945)[4] и 3-й (24.08.1944)[2][5] степеней

- медали, в том числе:
  - «За отвагу» (19.06.1944)[6]
  - «За отвагу» (19.07.1944)[7]
  - Медаль «За боевые заслуги» (25.05.1945)[8]
  - «В ознаменование 100-летия со дня рождения Владимира Ильича Ленина» (6 апреля 1970)
  - «За победу над Германией» (9 мая 1945[9])[7]
  - «20 лет Победы в Великой Отечественной войне 1941—1945 гг.» (7 мая 1965[10])
  - «30 лет Победы в Великой Отечественной войне 1941—1945 гг.»[11]
  - Медаль «Сорок лет Победы в Великой Отечественной войне 1941—1945 гг.»[12]
  - «Ветеран труда»
  - «30 лет Советской Армии и Флота»[13]
  - «40 лет Вооружённых Сил СССР»[14]
  - «50 лет Вооружённых Сил СССР» (26 декабря 1967[15])
  - «60 лет Вооружённых Сил СССР» (28 января 1978[16])

- Знак «25 лет победы в Великой Отечественной войне» (1970)

## Память
- На могиле установлен надгробный памятник
- Увековечен на сайте МО РФ